# Charles Rickets
Charles Rickets (ur. 2 października 1866 w Genewie, zm. 7 października 1931 w Londynie) – angielski malarz i rzeźbiarz, tworzący w stylu secesji.
Był także grafikiem, projektował scenografie i ilustracje książek.